# Митига (аэропорт)
Международный аэропорт Митига (араб. مطار معيتيقة الدولي‎; ИАТА: MJI, ИКАО: HLLM) — аэропорт в Ливии, расположенный примерно в 8 км к востоку от центра города Триполи.
У аэропорта разнообразная международная история, он был известен под разными именами. Первоначально был построен в 1923 году как база ВВС Италии под названием di Mellaha. Во время Второй мировой войны он стал немецкой авиабазой. Авиабаза была захвачена 8-й британской армией в январе 1943 года и передана в ведение ВВС Армии США, которые называли её Mellaha AAF до 1945 года, когда они переименовали её в авиабаза Уилус в честь американского лётчика, убитого в том же году. Американское использование продолжалось до государственного переворота в Ливии 1969 года и последующего истечения срока аренды. Когда американцы ушли, база была переименована в авиабазу Окба Бен Нафи араб. مطار معيتيقة الدولي‎ в честь исламского генерала, покорившего Северную Африку. Он использовался как ливийскими, так и советскими военно-воздушными силами. США бомбили базу в 1986 году во время операции «Каньон Эльдорадо». В 1995 году авиабаза была преобразована во второй гражданский аэропорт Триполи и получила нынешнее название.

## История
Изначально аэропорт был построен в 1923 году ВВС Италии как авиабаза Мелаха (الملاّحة). Впоследствии вокруг аэропорта была построена гоночная трасса, а в 1933 году на озере Мелаха стало проходить популярное Гран-при Триполи.
Mellaha использовалась немецкими Люфтваффе во время Североафриканской кампании, а немцы использовали её для разведывательных подразделений ближнего действия, а также для прибрежных и морских разведывательных подразделений. В Мехалле также существовали специальные подразделения метеорологической разведки. Основным подразделением Люфтваффе, дислоцированным на базе, был 2-й штаб Aufklärungsgruppe (H) 14 или 2 (H) / 14. Эскадрилья была оснащена двенадцатью одномоторными Henschel Hs 126, самолётом с экипажем из двух человек, который мог преодолеть около 710 км с максимальной скоростью 360 км / ч, а также тремя самолётами связи Fieseler Fi 156 Storch и Junkers Ju 52 для перевозки людей и техники.
Авиабаза была захвачена 8-й британской армией в январе 1943 года. ВВС США начали использовать Меллаху в качестве базы в январе 1943 года. Она использовалась 376-й бомбардировочной группой (тяжелой) 12-й воздушной армии для бомбардировок самолётами B-24 Италии и южных районов Германии. Кроме того, Меллаха Филд использовался авиатранспортным командованием. Он функционировал как промежуточная остановка на пути к аэропорту Бенина возле Бенгази или в аэропорт Туниса, Тунис, на североафриканском транспортном маршруте Каир-Дакар для грузов, транзитных самолётов и персонала.
15 апреля 1945 г. ВВС Меллахи было передано командованию ВВС США по обучению. 17 мая 1945 года он был переименован в армейский аэродром Уилюс в честь лейтенанта ВВС США Ричарда Уиллуса, погибшего ранее в том же году в авиакатастрофе в Иране. Во время пребывания ВВС США база была расширена, разрушены заброшенные здания автоспорта. Соглашение 1954 года с Ливией продлило использование базы до 1971 года, но изменившиеся потребности привели к тому, что Соединенные Штаты полностью ушли к 1970 году, передав объект новому ливийскому правительству, пришедшему к власти годом ранее в ходе государственного переворота в Ливии 1969 года.

### Ливийское/Советское использование
После ухода ВВС США в 1970 году база была переименована в авиабазу Окба Бен Нафи, по-видимому, в честь легендарного героя Укба ибн Нафи, и служила базой ВВС Ливии. В OBN AB располагалась штаб-квартира LPAF и значительная часть его основных учебных заведений. Кроме того, на базе располагались самолёты и личный состав ВВС СССР.
Истребители МиГ-17/19/25 советского производства и бомбардировщики Ту-22 базировались на авиабазе Окба Бен Нафи. По оценке Госдепа США, в 1983 году, 50 процентов боевых самолётов, включая большинство истребителей МиГ и бомбардировщиков Ту-22, оставалось на хранении.

### Операция «Каньон Эльдорадо»
В 1986 году база стала основной целью операции «Каньон Эльдорадо», ответного воздушного удара США по Ливии за ракетные удары по самолётам США над спорными территориальными водами в Средиземном море и участие Ливии в террористических атаках на американских военнослужащих в Европе. В 2 часа ночи 16 апреля 1986 года авиабаза Окба Бен Нафи, различные правительственные здания Ливии и три из тридцати предполагаемых лагерей подготовки ливийских террористов были подвергнуты бомбардировке F-111F из 48-го тактического истребительного авиакрыла ВВС США, вылетевшие из авиабазы Лейкенхит в Великобритании в Ливию.
Операция «Каньон Эльдорадо» включала восемнадцать истребителей-бомбардировщиков F-111F «Aardvark» 48 TFW (оборудованных Pave Tack), пять EF-111A «Sparkvarks» из 66-го электронного боевого крыла / 42-й боевой эскадрильи ВВС Великобритании в Аппер-Хейфорде, Великобритания, и авианосные корабли ВМС США F-14 Tomcats и A-6E Intruder. 66 ECW Sparkvarks сформировались вместе с атакующими силами для обеспечения электронной защиты во время атаки. Один 48 TFW F-111F был потерян в результате атаки (предположительно) из-за попадания ЗУР или ПВО. 48 TFW, бомбившие базу, годами тренировались с F-100 на той же самой авиабазе, когда это была авиабаза Wheelus, а затем в Сарагосе, AB Испания, с F-4D Phantom и F-111 для именно такой миссии.
Четырнадцатичасовой перелёт в Ливию протяженностью 9300 километров потребовал неоднократных дозаправок в воздухе, более семи миллионов фунтов топлива, поскольку страны, расположенные ближе к Ливии: Испания, Италия, Франция и Греция не дали разрешение на полёты над или с баз в своих странах самолётов ВВС США и Великобритании.

### После холодной войны
Авиабаза Окба Бен Нафи был переоборудован для использования в гражданских целях и в 1995 году стал аэропортом Митига. В аэропорту также располагалась штаб-квартира Buraq Air.

### Гражданская война в Ливии (2011 год)
Во время гражданской войны 2011 года Times of Malta и The Guardian сообщали, что аэропорт был захвачен протестующими против ливийского лидера Муаммара Каддафи. 13 марта 2011 года в аэропорту полковник ливийских ВВС Али Атийя дезертировал и присоединился к силам, направленным против Каддафи. 21 августа 2011 года повстанцы начали нападение на Митигу в ходе боёв за Триполи, в результате которого аэропорт был взят повстанцами. 25 октября 2011 года Google Карты опубликовала мультиспектральные изображения GeoEye, сделанные 28 августа 2011 года, на которых были видны аэродром, а также высокопроизводительный самолёт МиГ-25 без видимых повреждений. Это подтверждение изображений помогло подтвердить сообщение, в котором говорилось, что аэродром был захвачен протестующими оппозиционерами на раннем этапе, поскольку ВВС НАТО и США хотели бы избежать сопутствующего ущерба оппозиционному движению.

### Вторая гражданская война в Ливии (2014-2020)
В ходе кампании 2019-2020 годов в Западной Ливии аэропорт, удерживаемый воинскими частями, верными Правительству национального согласия, неоднократно подвергался авиаударам со стороны противостоящей Ливийской национальной армии (ЛНА), чтобы обеспечить соблюдение запретной для полётов зоны, объявленной ЛНА в течение нескольких дней. прежний. 8 апреля 2019 года представитель аэропорта объявил, что аэропорт закрылся из-за авиаударов.

## Происшествия
- 23 декабря 2016 года Airbus A320-214 Afriqiyah Airways (рейс 209, регистрационный номер 5A-ONB), следовавший из аэропорта Сабха в международный аэропорт Митига был захвачен двумя вооруженными людьми. Борт был перенаправлен в международный аэропорт Мальты. На борту находились 118 человек. Никто не пострадал, угонщики были арестованы.